# NHK World
Az NHK World az NHK japán közszolgálati műsorszolgáltató nemzetközi műsorszolgáltatása. A szolgáltatás a BBC World News, a DW, a France 24 vagy az RT adókhoz hasonlóan elsősorban a tengerentúli piacot célozza meg, és műholdas- és kábelszolgáltatókon keresztül az egész világban elérhető, valamint a mobiltelefonos alkalmazásaikkal az interneten is. Az adó székhelye Japán fővárosában, Tokióban van.
Az NHK World három szolgáltatást nyújt: az NHK World Radio Japan rádió-, illetve az NHK World TV és az NHK World Premium televízióadókat. Az NHK World legtöbb műsora interneten keresztül is elérhető az adó internetes változatán.

## Television Japan

### NHK World Television
Az NHK 1995-ben kezdte meg a nemzetközi televíziós sugárzást Észak-Amerikában és Európában. 1998. április 1-jén az NHK World Television megkezdte a műsorszórást. Az NHK hír- és információadója nemzetközileg sugároz műholdas és kábeltelevízión keresztül. Műsoraikat angol nyelven sugározzák. 2009 februárjában indult hírcsatornaként a megszokott NHK World logót használva a saját digital on-screen graphic-juk (DOG) részeként. Korábban az NHK World TV az NHK megszokott „3 tojás” logóját használta. Az NHK World DOG a Newsline hírblokkjukban a televízió-képernyő bal alsó sarkában található. A többi műsor alatt a DOG a televízió-képernyő bal felső sarkába költözik át. Az adó néhány műsorát a JIB TV produkciós stúdió gyártja, melynek 60%-a az NHK, míg a fennmaradó 40%-át többek között a Microsoft, a Mizuho bankhálózat és egyéb magánbefektetők tulajdonában áll. Az NHK World DOG egyáltalán nem jelenik meg a JIB TV által gyártott műsorok alatt.

### NHK World Premium
Az NHK World Premium Television hírek, sportközvetítések és szórakoztató műsorok elegyét sugározza japán nyelven, világszerte műholdon keresztül előfizetéses szolgáltatásként. Európában a szolgáltatás JSTV név alatt sugároz, míg Észak-Amerikában TV Japan néven ismert. Műsoraik általában nincsenek angol nyelvre feliratozva.[forrás?]

### Műsorai
Az adó műsorai között szerepel:
- Cool Japan: műsorvezetői Kókami Sódzsi és Risa Stegmayer. A Cool Japan egy televíziós műsor, amely a gyorsan változó japán kultúrát, illetve azt hivatott bemutatni, hogy milyen véleménnyel vannak erről a közelmúltban Japánba költöző nemzetközi közösségek.
- J-Melo: zeneműsor May J. vezetésével. A japán zene legfrissebb fejleményeit, slágerek válogatását, és széles körű zenei stílusok, így a pop, a rock, a dzsessz vagy a klasszikus zenéből mutat be anyagokat.
- NHK Newsline: óránként jelentkező hírműsor, amely a világ eseményeit és az üzlettel kapcsolatos híreket dolgozza fel, illetve nemzetközi időjárás-előrejelzést is ad.
- Somewhere Street: utazási műsor, melyben minden epizódban egy új várost mutatnak be egy turista szemszögéből a várost járva.

## Radio Japan
Az NHK World Radio Japan (RJ) rádióadó Japánnal és Ázsia egyéb területeivel kapcsolatos híreket, információkat és szórakoztató műsorokat közvetít.
A Radio Japan két szolgáltatást nyújt:
- az általános szolgáltatás nemzetközileg sugároz japán és angol nyelven
- a regionális szolgáltatás bizonyos földrajzi zónákban sugároz 17 nyelven (angol, arab, bengáli, burmai, francia, indonéz, kínai, koreai, orosz, perzsa, portugál, spanyol, szuahéli, thai, urdu és vietnami). Mindként szolgáltatás rövidhullámon (SW) és az interneten is elérhető.

### A Radio Japan rövidhullámú átjátszó állomásai
A Radio Japan egy belföldi rövidhullámú átjátszó állomást működtet.
- Jamata

A Radio Japan számos külső átjátszó állomást is kölcsönöz vagy birtokol.
- Egyesült Királyság - BBC
- Ascension-sziget - BBC-átjátszó állomás
- Gabon
- Egyesült Arab Emírségek
- Srí Lanka
- Szingapúr - BBC-átjátszó állomás
- Kanada - Radio Canada International
- Bonaire - Radio Netherlands Worldwide
- Francia Guyana - Radio France Internationale

### Radio Japan historical output (1950–1996)
A Radio Japan és más műsorszolgáltatók közötti összehasonlításhoz lásd az alábbi táblázatot:
| Műsorszolgáltató                                           | 1950 | 1960  | 1970  | 1980  | 1990  | 1996[2] |
| ---------------------------------------------------------- | ---- | ----- | ----- | ----- | ----- | ------- |
| VOA, RFE/RL & Radio Martí                                  | 497  | 1 495 | 1 907 | 1 901 | 2 611 | 1 821   |
| China Radio International                                  | 66   | 687   | 1 267 | 1 350 | 1 515 | 1 620   |
| BBC World Service                                          | 643  | 589   | 723   | 719   | 796   | 1 036   |
| Radio Moscow / Voice of Russia[1][3]                       | 533  | 1 015 | 1 908 | 2 094 | 1 876 | 726     |
| Deutsche Welle                                             | 0    | 315   | 779   | 804   | 848   | 655     |
| Radio Cairo (ERTU)                                         | 0    | 301   | 540   | 546   | 605   | 604     |
| IRIB World Service / Voice of the Islamic Republic of Iran | 12   | 24    | 155   | 175   | 400   | 575     |
| All India Radio                                            | 116  | 157   | 271   | 389   | 456   | 500     |
| NHK World Radio Japan                                      | 0    | 203   | 259   | 259   | 343   | 468     |
| Radio France Internationale                                | 198  | 326   | 200   | 125   | 379   | 459     |
| Radio Netherlands Worldwide[1]                             | 127  | 178   | 335   | 289   | 323   | 392     |
| Israel Radio International[1]                              | 0    | 91    | 158   | 210   | 253   | 365     |
| Voice of Turkey                                            | 40   | 77    | 88    | 199   | 322   | 364     |
| Radio Pyongyang / Voice of Korea                           | 0    | 159   | 330   | 597   | 534   | 364     |
| Radio Bulgaria[1]                                          | 30   | 117   | 164   | 236   | 320   | 338     |
| Radio Australia                                            | 181  | 257   | 350   | 333   | 330   | 307     |
| Radio Tirana (RTSH)                                        | 26   | 63    | 487   | 560   | 451   | 303     |
| Radio Romania International                                | 30   | 159   | 185   | 198   | 199   | 298     |
| Radio Exterior de España[5]                                | 68   | 202   | 251   | 239   | 403   | 270     |
| RDP Internacional[1]                                       | 46   | 133   | 295   | 214   | 203   | 226     |
| Radio Havana Cuba                                          | 0    | 0     | 320   | 424   | 352   | 203     |
| Rai Italia Radio[1]                                        | 170  | 205   | 165   | 169   | 181   | 203     |
| Radio Canada International[1]                              | 85   | 80    | 98    | 134   | 195   | 175     |
| Radio Polonia[1]                                           | 131  | 232   | 334   | 337   | 292   | 171     |
| Radio RSA / Channel Africa                                 | 0    | 63    | 150   | 183   | 156   | 159     |
| Sveriges Radio International[1]                            | 28   | 114   | 140   | 155   | 167   | 149     |
| Magyar Rádió[1]                                            | 76   | 120   | 105   | 127   | 102   | 144     |
| Radio Prague[4]                                            | 119  | 196   | 202   | 255   | 131   | 131     |
| Voice of Nigeria                                           | 0    | 0     | 62    | 170   | 120   | 127     |
| Radio Belgrade / International Radio of Serbia             | 80   | 70    | 76    | 72    | 96    | 68      |

Forrás: International Broadcast Audience Research, 1996. június
A táblázat a világ külföldre is sugárzó rádiós műsorszolgáltatók körülbelül negyedét sorolja fel, melyek működése közpénzből finanszírozott és nemzetközi. A kihagyott adók között vannak a tajvani, vietnami, dél-koreai és különböző egyéb nemzetközi kereskedelmi és vallási adó.
Megjegyzések:
1. REE megszüntetett minden rövidhullámú sugárzást 2014 októberében, azonban decemberben bejelentette, hogy újrakezdi a rövidhullámú közvetítést napi négy órában, kizárólag spanyol nyelven, hogy igazodjon a spanyol halászok igényeihez, akik másképp nem tudnák fogni az REE-t a tengeren.

## Internetes szolgáltatások
Az NHK World műsorai és tartalmai az interneten is elérhetők.
- NHK World - internetes hírek és az NHK World TV élő, jó minőségű streamje
- Radio Japan - élő streamek, podcastok és archív műsorok
- Japanese Lessons - A Basic Japanese for You és a Brush Up Your Japanese újraszerkesztett változatai.

Csak korlátozott számú műsor érhető el az interneten ingyen.